# 532 (số)
532 (năm trăm ba mươi hai) là một số tự nhiên ngay sau 531 và ngay trước 533.